# Hannes Stelzer (acteur, 1910-1944)
Pour les articles homonymes, voir Hannes Stelzer.
Hannes Stelzer (né le 20 juin 1910 à Graz, mort le 27 décembre 1944 près de Komárom) est un acteur autrichien.

## Biographie
Fils aîné d'une famille d'acteurs pauvres, Stelzer n'est pas incité par ses parents à faire ce métier. Stelzer est élevé à Hanau, mais en raison de la migration de ses parents acteurs, de nombreux changements d'école suivent, associés à des difficultés d'intégration.
La première expérience théâtrale a lieu à Mühlhausen, quand sa mère, contrairement à son habitude, apprend à son fils une scène de danse pour enfants dans Die Fledermaus. À quatorze ans, il tente d'obtenir une admission à l'école d'art dramatique viennois de sa propre initiative, après avoir été rejeté pour un rôle au cinéma, tout en vivant chez un oncle viennois. Il paie ses frais de scolarité en travaillant comme menuisier.
Après une première expérience professionnelle dans Hasemanns Töchter d'Adolph L'Arronge, on lui refuse la participation en tant que figurant dans Wallenstein au Deutsche Volkstheater pendant la répétition générale après que le directeur critique son apparence enfantine.
En 1928, Stelzer a l'occasion d'un premier engagement permanent au Neues Theater de Francfort-sur-le-Main. Cependant, quand sa jeunesse s'avère être un problème après un certain temps, il déménage à Brême en 1931. Stelzer reçoit alors des rôles principalement dans des pièces modernes, mais joue également les jeunes romantiques. Après trois ans, Stelzer accepte un appel du théâtre de Darmstadt, où il peut essayer plus de grands rôles classiques. L'appel du cinéma est fait sur la recommandation de Brêmois, en particulier à cause de la jeunesse de Stelzer. Emil Jannings l'auditionne pour être le jeune roi dans Les Deux Rois, mais préfère Werner Hinz. Jannings, cependant, est impressionné par Stelzer et quelques mois plus tard, lui fait obtenir le premier rôle de Kurt von Zedlitz dans Les Vaincus.
Stelzer privilégie le cinéma. Il correspond aux idées d'un héros intrépide et devient une star populaire de l'UFA.
Lorsque la Seconde Guerre mondiale commence, Stelzer peut tourner moins, mais joue encore les rôles principaux dans un certain nombre de films, alors qu'il se bat.
Soldat de la Luftwaffe, il est sans doute abattu par des canons ou des avions antiaériens soviétiques, mais selon le rapport de la Wehrmacht, il s'est écrasé en touchant une ligne électrique à haute tension pendant une tempête de neige. Il était marié à l'actrice Maria Bard (1900-1944) décédée peu de temps auparavant.

## Filmographie
- 1935 : Les Vaincus
- 1936 : Der Abenteurer von Paris
- 1937 : Le Saut de la mort (de)
- 1937 : Crépuscule
- 1937 : Unternehmen Michael
- 1937 : Signal in der Nacht
- 1937 : La Passerelle aux chats
- 1938 : Fahrendes Volk (de)
- 1938 : Der Spieler (de)
- 1939 : Die Pfingstorgel
- 1939 : Silvesternacht am Alexanderplatz
- 1939 : Ein hoffnungsloser Fall
- 1939 : Eine kleine Nachtmusik
- 1940 : Bal paré (de)
- 1940 : Was wird hier gespielt?
- 1941 : Über alles in der Welt
- 1941 : Venus vor Gericht
- 1941 : Stukas
- 1943 : Besatzung Dora